# Грей, Эдуард
Эдуард Грей, 1-й виконт Грей оф Фаллодон (англ. Edward Grey, 1st Viscount Grey of Fallodon; 25 апреля 1862, Лондон — 7 сентября 1933, Фаллодон, графство Нортумберленд), английский государственный деятель.

## Биография
С 1885 член парламента от Либеральной партии.
В 1892—1895 заместитель министра иностранных дел, в 1905—16 министр иностранных дел.
Сторонник активной внешней политики и колониальной экспансии. Заключил соглашение с Россией, способствовавшее оформлению Антанты. Политика, проводимая Греем фактически содействовала подготовке и развязыванию Первой мировой войны 1914—1918.
В частности, именно переговоры Грея с послом Германии К. фон Лихновским и послом России А. К. Бенкендорфом способствовали тому, что локальный австро-сербский конфликт 1914 г. приобрел сначала европейский, а затем и мировой масштаб.